# Søren Rode
Søren Rode (født 10. december 1935 på Frederiksberg, død 21. juni 2023) var en dansk skuespiller, der blev uddannet fra Det kongelige Teaters Elevskole i 1962. 
Han var herefter knyttet til teatret i næsten 30 år og blandt de teaterstykker han har medvirket i kan nævnes Den herskende klasse, Tribadernes nat, Flæsk, Indenfor murene, Rygter, Medea, Harvey og Tre søstre. Han har også blandt andet været knyttet til Teatret ved Sorte Hest og Grønnegårdsteatret.
På tv har han medvirket i mange tv-serier, bl.a. Ka' De li' østers?, Huset på Christianshavn, Livsens ondskab, En by i provinsen, Gøngehøvdingen, Kald mig Liva, Bryggeren, TAXA og Edderkoppen.

## Filmografi i udvalg
- Tine – 1964
- Slå først, Frede – 1965
- Midt i en jazztid – 1969
- Olsen-bandens store kup – 1972
- Familien Gyldenkål – 1975
- Alt på et bræt – 1977
- Elise – 1985
- Det forsømte forår – 1993
- Kun en pige – 1995
- Olsen-bandens sidste stik – 1998